# 2000年世界青年羽毛球錦標賽
2000年世界青年羽毛球錦標賽為第5屆世界青年羽毛球錦標賽，是一項由羽毛球世界联合会主辦予世界頂尖的青年羽毛球選手（19歲以下）參加的全球性羽毛球賽事。本屆賽事在2000年11月4日至11月12日於中国广州舉行，此為中国首次承办世界顶级的青年羽毛球赛事。
本届赛事共有34个国家/地区的291名运动员参加；除原有的男单、女单、男双、女双及混双5个单项比赛外，本届还新增设混合团体赛。此外，本次比赛首次推行「五局七分制」(5局3胜、每局7分)，故有裁判人員和运动员表示對新的记分制不太适应。

## 獎牌榜

### 國家獎牌榜
| 排名 | 国家／地区 | 金牌 | 银牌 | 铜牌 | 總數 |
| ---- | ---------- | ---- | ---- | ---- | ---- |
| 1    | 中國       | 6    | 4    | 5    | 15   |
| 2    | 印度尼西亞 | 0    | 1    | 2    | 3    |
| 3    |            | 0    | 1    | 1    | 2    |
| 4    | 中華臺北   | 0    | 0    | 1    | 1    |
| 4    | 马来西亚   | 0    | 0    | 1    | 1    |
| 總數 | 總數       | 6    | 6    | 11   | 23   |

### 項目獎牌榜
| 項目     | 金牌          | 银牌          | 铜牌                                 |
| 男子單打 | 鲍春来        | 索尼·昆科罗   | 林丹                                 |
| 男子單打 | 鲍春来        | 索尼·昆科罗   | 李宗伟                               |
| 女子單打 | 韦艳          | 王榮          | 簡毓瑾                               |
| 女子單打 | 韦艳          | 王榮          | 余锦                                 |
| 男子雙打 | 桑洋 郑波     | 谢中博 曹晨   | 亨德拉·阿普利达·古纳万 马尔基斯·基多 |
| 男子雙打 | 桑洋 郑波     | 谢中博 曹晨   | 孙琦 姜来                            |
| 女子雙打 | 魏轶力 张亚雯 | 李羽佳 赵婷婷 | 周冰清 张璐                          |
| 女子雙打 | 魏轶力 张亚雯 | 李羽佳 赵婷婷 | 吴瑛 李燕珍                          |
| 混合雙打 | 桑洋 张亚雯   | 郑波 魏轶力   | 李在珍 黃遊美                        |
| 混合雙打 | 桑洋 张亚雯   | 郑波 魏轶力   | 亨德拉·阿普利达·古纳万 莉塔·努利塔   |
| 混合團體 | 中國          |               | 印度尼西亞                           |